# Locksiefen
Locksiefen ist eine Ortschaft in der Gemeinde Windeck im Rhein-Sieg-Kreis. 

## Lage
Locksiefen liegt in einer Höhe von 250 m ü. NHN auf dem Leuscheid. Nachbarorte sind Saal im Westen, Leidhecke im Südosten und Rosbach im Nordosten.

## Geschichte
Der Ort Locksieffen wurde 1550 erstmals urkundlich erwähnt.
Das Dorf gehörte zum Kirchspiel Leuscheid und zeitweise zur Bürgermeisterei Herchen.
1830 hatte der Ort 56 Einwohner.
1845 hatte der Weiler 74 Einwohner in 14 Häusern, davon 51 evangelisch und 23 katholisch. 1888 gab es 84 Bewohner in 16 Häusern.
1910 gab es in Locksiefen 24 Haushaltungen: Witwe Christian Bähner, Fabrikarbeiter Gerhard Bitzer, Händler Gerhard Bitzer, Invalide Karl Bitzer, Ackerin Witwe Wilhelm Bitzer und Ackerer Wilhelm Bitzer, Schuster Karl Engelbert, Ackerer Friedrich Wilhelm Himmeröder, Ackerer Gerhard Himmeröder und Ackergehilfe Wilhelm Himmeröder, Ackerer Peter Kunz, die Fabrikarbeiter Gerhard und Wilhelm Merten, Invalide Karl Patt, Ackerer Wilhelm Patt, Tagelöhner Karl Pauly, Ackerer Anton Salz, Fabrikarbeiter Wilhelm Salz, Fabrikarbeiter Peter Sandig, Ackerer Wilhelm Sommer, Fabrikarbeiter Peter Schäfer, Ackerer Wilhelm Weber, Fabrikarbeiter Wilhelm Willmeroth und Schuster Wilhelm Wurm.
1962 wohnten hier 102 und 1976 110 Personen.